# Ryu Suzuki
Ryu Suzuki (Sendai, 29 september 1992) is een Japans voormalig wielrenner die tussen 2018 en 2020 reed voor Utsunomiya Blitzen.

## Carrière
In 2014 werd Suzuki vijfde op het nationale kampioenschap op de weg voor beloften, bijna vijf minuten achter winnaar Tanzo Tokuda. Een jaar later werd hij wederom vijfde, maar ditmaal bij de eliterenners. In november werd hij achtste in de Ronde van Okinawa, 22 seconden achter winnaar Jason Christie.
In 2017 nam Suzuki voor de tweede maal in zijn carrière deel aan de Ronde van de Filipijnen. In de eerste etappe werd hij, bijna twee minuten achter winnaar Daniel Whitehouse, tweede in de pelotonsprint. Een dag later werd hij vijfde in door Sean Whitfield gewonnen massasprint. In de derde etappe wist Suzuki, achter Fernando Grijalba en Benjamin Hill, derde te worden in de sprint van een uitgedund peloton. In september van dat jaar behaalde hij zijn eerste UCI-overwinning door de eerste etappe in de Ronde van Hokkaido te winnen. De leiderstrui die hij daaraan overhield raakte hij een dag later kwijt aan Hayato Okamoto.

## Overwinningen
2017
1e etappe Ronde van Hokkaido

## Ploegen
- 2015 –  Nasu Blasen
- 2016 –  Bridgestone Anchor Cycling Team
- 2017 –  Bridgestone Anchor Cycling Team
- 2018 –  Utsunomiya Blitzen
- 2019 –  Utsunomiya Blitzen
- 2020 –  Utsunomiya Blitzen

Abe · Amezawa · Iino · Masuda · Mawatari · Oka · Onodera · R. Suzuki · Y. Suzuki